# Георги Ангелов (преводач)
Вижте пояснителната страница за други личности с името Георги Ангелов.
Георги Ангелов е български преводач от френски език и журналист.

## Биография
Георги Ангелов е роден на 4 юни 1960 г. във Варна.
Завършва ІV ЕГ с преподаване на френски език „Фредерик Жолио-Кюри“ и Френска филология във ВТУ „Св. св. Кирил и Методий“. След кариера като водещ и автор в БНТ („Формула 5“, „Рококо“, „Салон на книгата“ и др.) работи като продуцент и редактор в редица частни телевизии.
От 2010 до 2017 г. е водещ на „Денят започва с култура“, от 2013 г. – на „История.бг“, а от 2015 г. и на „Библиотеката“ в БНТ 1.
Има три дъщери от три различни брака: Десислава, Алиса и Неда.

### Преводи
- Мишел Жори, „Жълтият прах на времето“ (сборник разкази). Варна: Георги Бакалов, Библиотека Галактика №105, 1990.
- Патрик Ковен, „Сляпа любов“ (роман).
- Жан Жоне, „Слугините“ (пиеса).
- Жан Кокто, „Човешкият глас“ (пиеса).
- Жорж Батай, „История на окото“ (роман). София: Петриков, 1992.
- Мишел Турние, „Среднощен пир на любовта“ (разкази). София: Петриков, 1994.
- Мишел Турние, „Елеазар или Изворът и къпината“ (роман). Плевен: Евразия-Абагар, 1998, 95 с. ISBN 978-954-450-085-6 [5][6]
- Исмаил Кадаре, „Орелът“ (новела). София: Факел, 1997.
- Рьоно Камю, „Езерото на милувката“ (роман). София: Панорама, 1998.
- Мирча Елиаде, „Сакралното и профанното“ (монография). София: Хемус, 1998.
- Мирча Елиаде, „Ковачи и алхимици“ (монография). София: Хемус, 2000.
- Сали Ан Берк, „Наръчник на нюйоркския барман“ (превод от английски). София: Елементи, 2002, 256 с.
- Жорж Ифра, „Енциклопедична история на цифрите“ т. II (монография). София: Елементи, 2005.
- Жак Атали, „Карл Маркс или Световният дух“ (биография). София: Рива, 2006, 387 с. [7]
- Давид Фоенкинос, „Еротичният потенциал на жена ми“ (роман). София: Пулсио, 2006, 153 с.
- Наполеон, „Как да водим война“ (максими). София: Пулсио, 2006, 110 с.
- Крис Сьоме, „Хороскоп 2007“. София: ИК „Колибри“, 2006.
- Цвета Делчева, „Des villes et des choses“ (поема, превод на френски). Ница: Editions Bénévent, 2006, 63 с.
- Давид Фоенкинос, „В случай на щастие“ (роман). София: Пулсио, 2007, 188 с.
- Андрей Макин, „Френското завещание“ (роман). София: Колибри, 2007, 289 с.[8][9]
- Брижит Обер, „Смъртта от гората“ (роман). София: Съвременник.
- Дидие ван Коелер, „Среща под знака на Х“ (роман). София: Пулсио, 2007.
- Ален Амар, „Куба ностра“ (история). София: ИК „Рива“, 2007, 368 с.
- Жан-Мари Гюстав льо Клезио, „Африканеца“ (роман). София: Колибри, 2007, 108 с. ISBN 954-529-509-6
- Етиен дьо Понсен, „27 ключа за Договора от Лисабон“ (монография). София: Колибри, 2008, 253 с.
- Робер Мизраи, „100 думи за щастието“ (есе). София: Рива, 2008, 304 с.
- Давид Фоенкинос, „Инверсия на слабоумието“ (роман). София: Пулсио, 2008, 214 с.
- Давид Фоенкинос, „Независими сърца“ (роман). София: Пулсио, 2009, 124 с.
- Джонатан Лител, „Доброжелателните“ (роман). София: Колибри, 2009, 816 с. ISBN 978-954-529-678-9 [10][11][12]
- Мишел Лопито-Дорфьой, „Ключове към класическата музика“ (монография). София: Пулсио, 2010, 158 с.
- Лоран Гунел, „Бог пътува винаги инкогнито“ (роман). София: Колибри, 2010, 358 с.
- Клер Жюлиар, „Борис Виан“ (биография). София: Рива, 2010, 352 с. ISBN 978-954-320-273-7
- Фредерик Бегбеде, „Почивка в кома“ (роман). София: Колибри, 2010, 152 с. ISBN 978-954-529-778-6
- Давид Фоенкинос, „Кой си спомня за Давид Фоенкинос“ (роман). София: Пулсио, 2011, 198 с.
- Стефан Хесел, „Възмутете се!“ (есе). София: Колибри, 2011, 48 с. ISBN 978-954-529-901-8
- Бернар Вербер, „Ние, боговете“ (роман). София: Колибри, 2011, 320 с. ISBN 978-954-529-933-9
- Бернар Вербер, „Кармичният часовник“ (новела). София: Колибри, 2011.
- Тиери Жонке, „Тарантула“ (роман). София: Колибри, 2011. [13]
- Жан-Батист Барониан, „Бодлер“ (биография). София: Рива, 2011, 224 с. ISBN 978-954-320-382-6
- Мишел Онфре, „Гастрономическият разум. Философия на вкуса“ (философия). Варна: Фрувег, 2011, 264 с.
- Стефан Ансел, „Евреите“ (монография). София: Рива, 2012, 408 с. ISBN 978-954-320-396-3
- Фредерик Бегбеде, „Помощ, простете“ (роман). София: Колибри, 2013, 184 с. ISBN 978-619-150-106-9
- Фредерик Бегбеде, „Един френски роман“ (роман). София: Колибри, 2014
- Давид Фоенкинос, „Деликатността“ (роман). София: Колибри, 2014
- Хуанг Сок-Йонг, „Принцеса Бари“ (роман). София: Колибри, 2015 ISBN 978-619-150-658-3
- Антоан дьо Сент-Екзюпери, „Малкият принц“. София: Smart Books, 2015 ISBN 978-619-7120-31-8
- Фредерик Бегбеде, „Уна & Селинджър“ (роман). София: Колибри, 2015 ISBN 978-619-150-617-0
- Давид Фоенкинос, „Загадката Анри Пик“ (роман). София: Колибри, 2018 ISBN 978-619-02-0257-8
- Йожен Йонеско, „Приказки 1/2/3/4“. София: Лист, 2019 ISBN 978-619-7350-55-5
- Фредерик Бегбеде, „Човекът, който плаче от смях“ (роман). София: Колибри, 2021 ISBN 978-619-02-0777-1

## Награди и отличия
- През 2010 г. става лауреат на Националната награда „Христо Г. Данов“ за превода си на романа „Доброжелателните“ от Джонатан Лител.[14]
- Два пъти удостоен със званието „Рицар на книгата“ (2004 и 2013).[2][15]
- През 2014 г. за втори път става носител на наградата „Христо Г. Данов“, но този път в категорията „Представяне на българската книга“ в предаването „Денят започва с култура“ БНТ 1.[16]